# Shoji Hashimoto
Utaro Hashimoto (橋本 昌二?, Hashimoto Shōji; Hyōgo, 18 aprile 1935 – 2 dicembre 2009) è stato un giocatore di go giapponese.

## Biografia
Shoji Hashimoto apprese il gioco del Go da suo padre e diventa professionista nel 1947 ad appena dodici anni. In appena undici anni riuscì ad arrivare al rango di nono Dan, il massimo disponibile. È stato maestro di diversi goisti tra cui Takahara Shūji, Moriyama Naoki, Oda Hiromitsu, Okahashi Hirotada, and Hayashi Kōzō.

## Titoli
| Nazionali                | Nazionali                                    | Nazionali        |
| Torneo                   | Vittorie                                     | Finalista        |
| ------------------------ | -------------------------------------------- | ---------------- |
| Judan                    | 1974                                         | 1975, 1979, 1981 |
| Ōza                      | 1959, 1981                                   | 1967, 1982       |
| NHK Cup                  | 1980, 1985                                   | 1968, 1973       |
| Hayago Championship      | 1974                                         | 1973             |
| Kansai Ki-in Primo Posto | 1965–1967, 1970–1974, 1978, 1979, 1988, 1990 |                  |
| Kakusei                  |                                              | 1982, 1989       |
| Totale                   | 19                                           | 10               |

| Controllo di autorità | VIAF (EN) 75168866 · ISNI (EN) 0000 0003 9852 7101 · LCCN (EN) n81033846 · J9U (EN, HE) 987012503106505171 · NDL (EN, JA) 00008441 |